# Constantino II da Bulgária

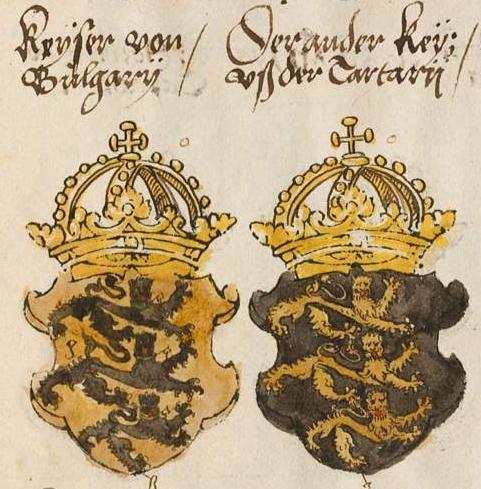
Imagem do Brasão de Armas do Constatino II.

Constantino II (em búlgaro:  Константин II - Konstantin II) foi o último imperador da Bulgária, reinando entre 1397 e 1422. Ele nasceu no início da década de 1370 e morreu no exílio, na corte sérvia em 17 de setembro de 1422. Constantino II era o titular do Império Búlgaro era aceito como imperador pelos governos estrangeiros, apesar de ser frequentemente omitido das listas de monarcas búlgaros.

## História
Constantino II Asen era filho de João Esracimir com Ana, a filha do príncipe Nicolau Alexandre da Valáquia. Ele foi coroado coimperador pelo pai em ou pouco antes de 1395, mesmo ano em que foi enviado numa missão à antiga capital búlgara de Tarnovo.
Não se sabe quase nada sobre a situação de Constantino II depois da prisão de seu pai pelo sultão otomano Bajazeto I em 1396. Na época, João vinha contribuindo com soldados na luta das nações cristãs contra os muçulmanos do Império Otomano. Depois da Batalha de Nicópolis, o Czarado de Vidim finalmente passou para a esfera de influência dos otomanos.
Alguns historiadores búlgaros propõem que o território de Vidim - ou pelo menos parte dele - pode ter permanecido sob o controle de Constantino II quase até a sua morte em 1422. Juntamente com seu primo Fruzhin, um filho de João Sismanes, Constantino II se aproveitou do interregno otomano para liderar uma revolta anti-otomana no noroeste da Bulgária. Constantino II também se aliou com o déspota sérvio Estêvão Lazarević e com o voivoda da Valáquia Mircea I. A revolta durou meia-década (1408-1413) e se espalhou por quase toda a Bulgária até que os rebeldes foram finalmente subjugados pelo sultão otomano Muça, o Cavalheiro.
Os búlgaros tentaram compensar suas perdas se aliando com o irmão - e rival - de Musa, Maomé I, o Cavalheiro, mas a vitória deste em 1413 acabou com o plano. Depois disso, Constantino passou o resto da vida no Reino da Hungria e no Despotado da Sérvia. Seus últimos territórios na Bulgária foram anexados em 1422 e, logo depois, ele próprio faleceu na corte sérvia em 17 de setembro de 1422.
Constantino II foi o último imperador da Bulgária e sua deposição e morte em 1422 marcam o final do Segundo Império Búlgaro. A conquista otomana havia começado para valer meio século antes, em 1396, e só terminaria mais de 450 anos depois, no Tratado de San Stefano, em 1878.